# کوکب‌الفرق
بتا قیفاووس یک ستاره است که در صورت فلکی قیفاووس قرار دارد.